# American Society for Pharmacology and Experimental Therapeutics
La Società americana di farmacologia e terapeutica sperimentale (in inglese: American Society for Pharmacology and Experimental Therapeutics'), abbreviata come ASPET, è una società scientifica fondata alla fine del 1908 da John Jacob Abel della Johns Hopkins University, che fu anche il fondatore dell'American Society for Biochemistry and Molecular Biology.
La società ha l'obbiettivo di promuovere la crescita della ricerca farmacologica.
Molti membri della società sono ricercatori di farmacologia di base e clinica che contribuiscono allo sviluppo di farmaci e terapie per combattere la malattia. L'ASPET è una delle società costituenti la Federation of American Societies for Experimental Biology (FASEB).  La sede della società si trova a Rockville, nel Maryland. L'attuale presidente è Michael F. Jarvis.

## Pubblicazioni
La società pubblica tre riviste di ricerca e una rivista di revisioni: Journal of Pharmacology and Experimental Therapeutics, Drug Metabolism and Disposition, Molecular Pharmacology e Pharmacological Reviews.
A partire dal 201, queste pubblicazioni sono disponibili solo online. L'associazione pubblica in collaborazione con la British Pharmacological Society e Wiley una rivista ad accesso completamente libero intitolata Pharmacology Research & Perspectives.
L'ASPET pubblica anche una newsletter trimestrale, The Pharmacologist. Dal 2001 al 2011 ha pubblicato anche la rivista Molecular Interventions.

## Premi e riconoscimenti
La società assegna diversi premi:
- Premio John J. Abel;
- Premio Julius Axelrod;
- Premio Pharmacia-ASPET in terapeutica sperimentale;
- Premio Robert R. Ruffolo alla carriera;
- Premio Viaggio per gli educatori in farmacologia;
- Premio Bernard B. Brodie in metabolismo dei farmaci;
- Premio P.B. Dews alla carriera per la ricerca in farmacologia comportamentale;
- Premio Goodman e Gilman in farmacologia dei recettori;
- Premio Goodman e Gilman in farmacologia dei recettori;
- Lettorato in onore di Benedict R. Lucchesi per la farmacologia cardiaca;
- Premio Torald Sollmann in farmacologia;
- Lettorato in onore di Paul M. Vanhoutte per la farmacologia cardiovascolare.

Vengono inoltre assegnati premi di viaggio per partecipare ai suoi incontri a studenti e post-dottorandi.